# Sylke Enders

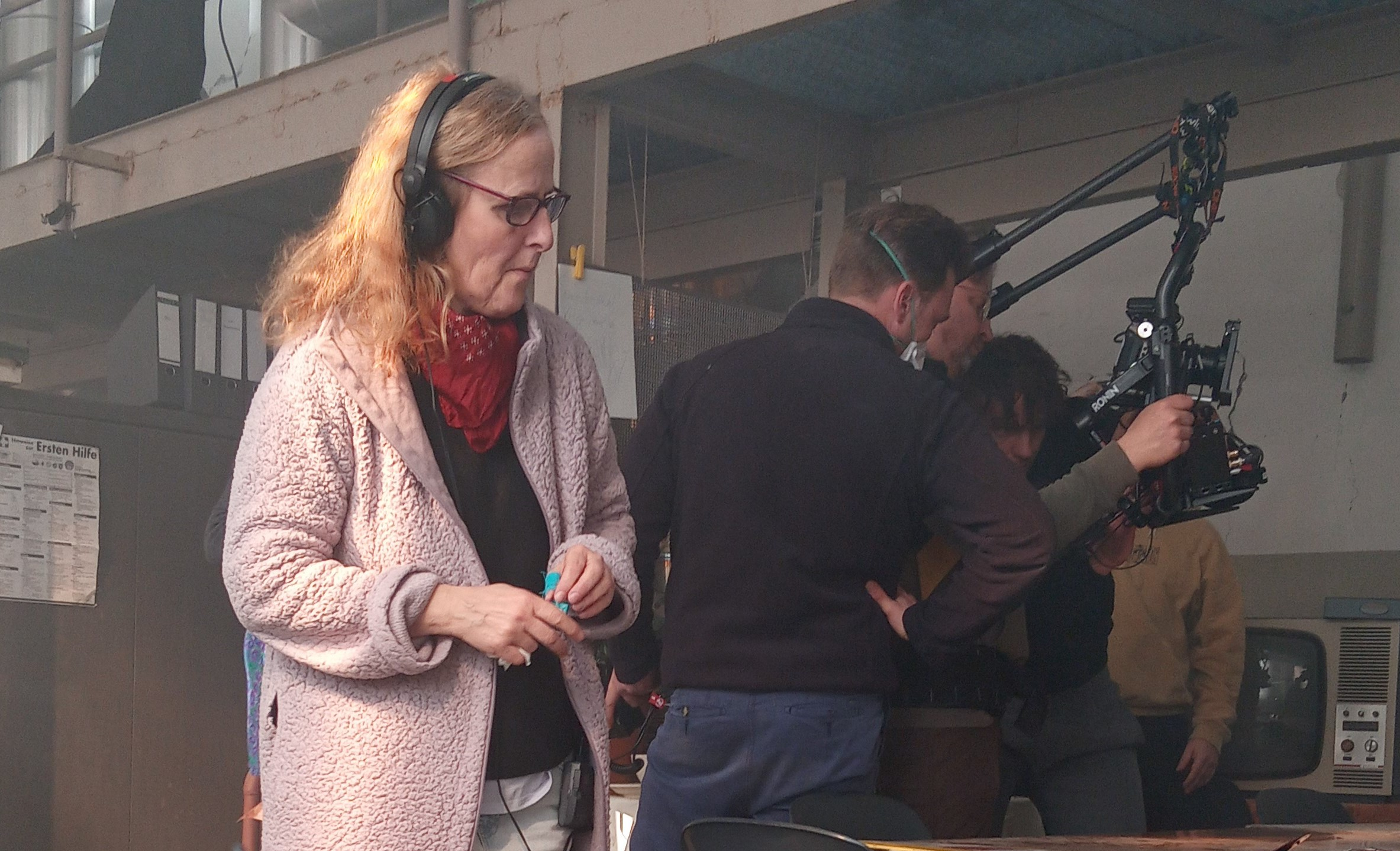
Sylke Enders am Drehort von Schlamassel im März 2022

Sylke Enders (* 5. April 1965 in Brandenburg an der Havel) ist eine deutsche Filmregisseurin, Drehbuchautorin und Filmproduzentin.

## Werdegang
Sylke Enders wuchs mit ihrer Schwester in der Stadt Brandenburg und ab Ende der 1970er Jahre in Kleinmachnow auf, wo sie auch das Abitur ablegte. Von 1983 bis 1987 studierte sie Soziologie an der Humboldt-Universität zu Berlin und war Mitglied in einem Amateur-Filmclub in Berlin-Lichtenberg. Sylke Enders war in Tanz-, Theater- und Amateurfilmgruppen aktiv. Seit 1987 arbeitete sie an diversen Video- und Super-8-Filmprojekten sowie Drehbüchern.
Da ihre Bewerbungen an Filmhochschulen zunächst nicht erfolgreich waren, studierte sie von 1989 bis 1994  an der Hochschule der Künste Berlin noch Gesellschafts- und Wirtschaftskommunikation. Seit 1993 sammelte sie in Filmteams Praxiserfahrungen, so z. B. als Script-Girl oder Regieassistentin. 1995 erhielt sie eine Drehbuchförderung vom Hamburger Filmbüro für den abendfüllenden Spielfilm Dita meets Rita. 1996 begann sie dann ein Regiestudium an der Deutschen Film- und Fernsehakademie Berlin (dffb), das sie 2002 abschloss.
Im März 2003 erhielt sie für das Drehbuch zu ihrem 2007 realisierten Kinofilm Mondkalb eine Förderung vom Kuratorium junger deutscher Film.
2009 war Enders mit dem Kurzfilm Schieflage an dem Episodenfilm Deutschland 09 – 13 kurze Filme zur Lage der Nation beteiligt. Das Projekt besteht aus Spiel- und Dokumentarfilmen und ist an den Film Deutschland im Herbst (1978) angelehnt. Vertreten waren weiterhin u. a. die Regisseure Fatih Akın, Wolfgang Becker, Dominik Graf, Hans Weingartner, Romuald Karmakar, Nicolette Krebitz, Isabelle Stever, Hans Steinbichler und Tom Tykwer.
Sylke Enders lebt mit ihrer Familie in Berlin-Mitte.

## Filmografie (Auswahl)
- Nur aus Liebe (1996), Script
- Auszeit (Kurzfilm, 1997)
- Hund mit t (Kurzfilm, 1998), Regie
- Immer mir (Kurzfilm, 2001), Produktion, Drehbuch, Regie, Schnitt
- Polizeiruf 110 – Angst (2001), Script
- Kroko (2003), Drehbuch, Regie
- Hab mich lieb! (2003), Drehbuch, Regie (Abschlussfilm an der dffb)
- Schlitten auf schwarzem Schnee (TV, 2005), Drehbuch, Regie
- Mondkalb (2007), Drehbuch, Regie
- Geliebtes Kind (2012), Regie
- Du bist dran (2013), Drehbuch, Regie
- Schönefeld Boulevard (2014), Drehbuch, Regie
- Zwei verlorene Schafe (2016), Regie
- Schlamassel (2023), Drehbuch, Regie

## Auszeichnungen
- 2004: Deutscher Filmpreis: Filmband in Silber in der Kategorie Bester Spielfilm für Kroko
- 2008: Besondere Auszeichnung beim Festival des deutschen Films für Mondkalb
- 2014: PERLE (Preis für Frauen aus der Filmbranche) des Kinofest Lünen für Schönefeld Boulevard